# Gladiator (videogioco 1986)
Gladiator (黄金の城?, Ōgon no shiro, lett. "Castello dorato") è un videogioco hack and slash per arcade, sviluppato dalla SETA Corporation e pubblicato nel 1986 dalla Taito.
Venne convertito per gli home computer Amstrad CPC, Commodore 64 e ZX Spectrum dalla Hit Pak, cambiandone il nome in Great Gurianos. È incluso nelle raccolte Taito Legends e Taito Memories II Joukan.

## Modalità di gioco
Il giocatore controlla un gladiatore in armatura impugnato di spada e scudo, Gurianos, il quale attraversa quattro ripetitivi livelli ambientati in un castello. Gladiator intervalla fasi di ostacoli e combattimenti.
Nelle fasi a ostacoli Gurianos deve difendersi o distruggere pipistrelli, palle di fuoco, lame, ecc. Nei combattimenti, affronta gladiatori come lui e sconfiggendoli vengono guadagnati sempre 5000 punti. Il giocatore può rimuovere pezzi dell'armatura del nemico a seconda di dove colpisce il colpo con la spada. Anche la spada e lo scudo del nemico possono essere rotti, a seconda della sua pazienza e abilità. Sfortunatamente, l'avversario può anche rompere lo scudo di Gurianos (se è lo scudo con cui inizia il gioco, che è di colore argento), ma non la sua spada. Se una parte del corpo viene colpita (dall'arma o dalla mazza dell'avversario o da ostacoli) senza alcuna protezione, Gurianos muore e il giocatore perde una vita.
Tornado alla fase ostacolo, il giocatore può far cogliere a Gurianos lungo il cammino un indistruttibile scudo dorato. Muovendo più volte con il joystick lo scudo viene generata una barriera che lo protegge per un po' dai vari attacchi. Inoltre, colpendo una fluttuante sfera blu tutti gli improvvisi attacchi vengono distrutti istantaneamente; essa può anche far recupare parti della sua armatura andati perduti.

## Seguito
Gladiator ebbe sei anni dopo un sequel intitolato Blandia, il quale però è un picchiaduro ad incontri.